# 薛克构
薛克构（？—？），一名尧，蒲州汾阴县（今山西省运城市万荣县）人，出自河东薛氏西祖第三房，唐朝官员。

## 生平
薛克构有器量与见识，永隆初年出任户部郎中。开耀元年（681年）秋七月，太平公主嫁给了薛克构的族孙薛绍，从兴安门南边直到宣阳坊西边火炬接连不断，路边的槐树大部分都被烧死了。薛绍的大哥薛顗认为太平公主受到的恩宠太盛而十分担忧，于是向堂叔祖薛克构询问，薛克构回答说：“皇帝的外甥娶公主是国家旧有的典章制度，如果谦恭谨慎的行事，又有何妨？可是有德之士会讨厌家中有傲慢的媳妇，所以俗话说：‘娶媳妇娶了公主，就是把官司娶回家了。’不能不为此感到害怕。时间久远的有平阳公主和鄂邑公主，因为怪异反常的事而败家丧身，近的有新城公主和晋安公主，为时人引以为诫。我听说新城公主是因病而亡，她的丈夫却被牵连受到杀戮污辱。晋安公主的丑事上报后，皇帝下诏审问她的事情，汴州司法李思祯、有司御独孤元康等人因为肮脏的情况同时被流放、杖杀的有十一人。性丑闻居然可以这样，除非天生有美德的女子嫁给才德出众的人，否则想要不碰上灾祸太难了！”薛顗非常害怕，却不敢阻挠这场婚事，而薛绍最终死于责罚。光宅元年（684年）十一月，薛克构担任支度使跟随李孝逸讨伐徐敬业，当时徐敬业的部下韦超率领军队占据都梁山，中央军各位将领都说：“韦超凭险要自守，我军士卒无法施展勇力，骑兵无法施展奔驰；而且穷寇死战，强攻会造成士卒伤亡大，不如分兵围困，大军直指江都，颠覆他们的巢穴。”薛克构说：“韦超虽然据有险要，但兵力不多。如今遇到小敌不攻击，如何展示武力？现在多留兵围困则前军兵力分散，少留兵则韦超终究是后患，不如先进攻他，只要进攻一定能攻下，攻克都梁山，那么淮阴就会害怕，那么楚州的各个县必定会开门等候我军。然后我们进军高邮，直指江都，叛逆的首要人物就尽在掌控之中了！”李孝逸听从薛克构的意见，领兵进击韦超，杀死数百人，韦超乘黑夜逃走。
陈思忠为父亲守孝的时候，皇帝下诏让他除去丧服出来做官，有客人去吊祭，陈思忠以当天是辰日犯了避讳而不见，薛克构说：“侍奉父母，避开嫌疑是可以的；如果父亲去世，那么没有不哭的。”世人都佩服他说的话。武周天授年间（690年—692年），薛克构改任麟台监，他的弟弟司农少卿薛克勤被酷吏来俊臣诬陷后处死，薛克构连带受罚，被流放到岭南并在当地死去。

## 作品
- 《子林》，三十卷[9][10]
- 《圣朝诏集》三十卷[11]

## 诗文
薛克构现存诗歌一首，收录于《初学记·卷六·地部中》和《全唐诗·卷零零四四》
|                            | 龙图冠胥陆，凤驾指云亭；非烟泛济浦，绿宇启河汀。 画裳晨应月，文戟曙分星；四田巡揖礼，三駈道契经。 行欣奉万岁，窃抃偶千龄。 |
| ——《奉和展礼岱宗涂经濮济》 | |

## 家庭

### 曾祖
- 薛善，北周太子少傅、博平缪公

### 祖父
- 薛粹，隋朝介州长史

### 父亲
- 薛大鼎，唐朝银青光禄大夫、行荆州大都督长史